# Fair Oaks (Kalifornia)
Fair Oaks – jednostka osadnicza w Stanach Zjednoczonych, w stanie Kalifornia, w hrabstwie Sacramento.